# Black Light Burns
I Black Light Burns sono un gruppo alternative metal statunitense, formatosi per iniziativa del chitarrista dei Limp Bizkit Wes Borland.
In concerto dal 2006, hanno pubblicato l'album d'esordio Cruel Melody il 5 giugno 2007.

## Formazione
Nella sua formazione ci sono Borland, Danny Lohner (ex Nine Inch Nails), Josh Eustis (Telefon Tel Aviv) e Josh Freese (The Vandals, A Perfect Circle, Nine Inch Nails, The Offspring).
Come avviene per i Nine Inch Nails, anche i Black Light Burns avranno una formazione in studio e un'altra dal vivo.
Alcuni componenti che lavorano in sala di registrazione non si presentano quasi mai in concerto, e molti della formazione dal vivo potrebbero collaborare ai prossimi album, nonostante i possibili cambi di formazione. Wes Borland lavora quasi sempre a parti vocali, chitarra e basso.

### Studio
- Wes Borland - voce, chitarra, basso, tastiere
- Danny Lohner - chitarra, basso, tastiere, campionatore
- Josh Freese - batteria, percussioni
- Josh Eustis - tastiere, campionatore

### Collaboratori
- Skrillex - voce, "Coward"
- Danny Lohner - chitarra, "Coward"
- Sam Rivers - basso, "I Have a Need"
- Carina Round - voce, "Cruel Melody"
- Johnette Napolitano - voce, "I Am Where it Takes Me"
- Endless Hallway - alcuni membri appaiono su una delle tre nuove canzoni, ancora senza titolo, scritte nell'estate del 2006 per l'album Cruel Melody.

### Live
Dei componenti del gruppo, quelli che appaiono solo dal vivo lavorano a parti vocali, chitarra, basso, batteria e tastiere.
- Wes Borland - voce, chitarra
- Marshall Kilpatric - batteria
- Nick Annis - chitarra
- Danny Lohner - basso

## Discografia

### Album in studio
- 2007 - Cruel Melody
- 2008 - Cover Your Heart and the Anvil Pants Odyssey
- 2012 - The Moment You Realize You're Going to Fall
- 2013 - Lotus Island

## Singoli
| 2007 | "Lie" | - | 22° | - | - | - | - | - |